# Sprzężenie wibronowe
Sprzężenia wibronowe – w chemii teoretycznej, są to oddziaływania pomiędzy elektronowymi i jądrowymi ruchami cząsteczek, a ich spektroskopowym przejawem jest pojawianie się pasma wzbronionego w widmie elektronowym. W przybliżeniu Borna-Oppenheimera oddziaływania te są zaniedbywane.
Kiedy zręby atomowe wykonują drgania, zmienia się elektryczny moment dipolowy {\displaystyle \mu } cząsteczki. Dla momentu dipolowego w stanie równowagi drgania {\displaystyle (q=0),} prawdopodobieństwo przejścia {\displaystyle (R_{nw})} między termami elektronowymi jest równe zero:
{\displaystyle R_{nw}=\int \limits _{-\infty }^{\infty }\psi _{n}^{*}\mu \psi _{w}\,dq=0.}
Jednak, gdy zręby atomowe są wychylone ze stanu równowagi {\displaystyle (q\neq 0),} moment dipolowy {\displaystyle (\mu )} może spowodować, że prawdopodobieństwo to będzie niezerowe:
{\displaystyle R_{nw}\neq 0.}
W takim przypadku przejście będzie dozwolone.
Dla przejść typu d-d (pomiędzy orbitalami d) lub typu f–f, które zgodnie z regułą Laporte’a są przejściami wzbronionymi, w widmie elektronowym pojawia się jednak pasmo absorpcji o niewielkiej intensywności. Moc oscylatora {\displaystyle f} takich przejść wynosi około 10−4, a molowy współczynnik absorpcji {\displaystyle \varepsilon _{max}} jest rzędu 10. Sprzężenia wibronowe wynikające z jednoczesnego wzbudzenia elektronów oraz oscylacji cząsteczki są obserwowane dla jonów niektórych pierwiastków bloku d układu okresowego np. Mn2+
, czy też bloku f układu okresowego np. Nd3+
.